# كورتيس كيتون
كورتيس كيتون (بالإنجليزية: Curtis Keaton)‏ هو لاعب كرة قدم أمريكية أمريكي، ولد في 18 أكتوبر 1976 في كولومبوس في الولايات المتحدة.

## وصلات خارجية
- كورتيس كيتون على موقع مرجع كرة القدم المحترفة.كوم (الإنجليزية)